# 라임 향기처럼
《라임 향기처럼》은 2001년 6월 8일에 MBC에서 방영한 베스트극장이다.

## 등장 인물

### 주요 인물
- 이종수 : 우성 역
- 최강희 : 영채 역

### 그 외 인물
- 연규진
- 홍순창
- 김형자
- 김하균
- 정한헌
- 이정용 : 태섭 역
- 김형근
- 양지선
- 이영빈
- 박시훈
- 명승훈